# Loi 7 du football

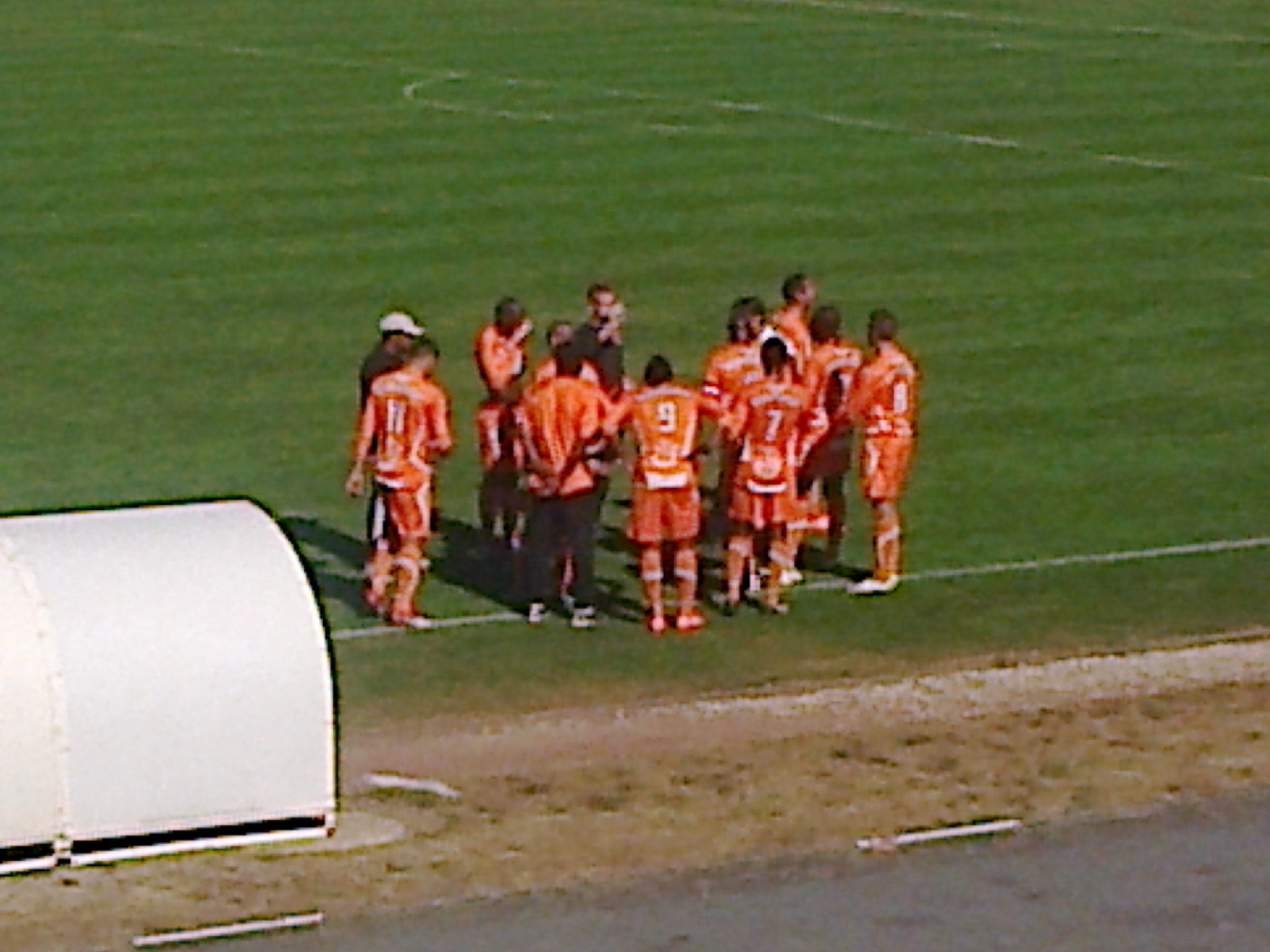
En cas de forte chaleur, l'arbitre peut décider, avec l'accord des deux capitaines, d'accorder une courte pause de rafraîchissement au cours d'une mi-temps, afin de permettre aux joueurs de s'hydrater.

La loi 7 du football intitulée « durée d'un match » fait partie des lois du jeu régissant le football, maintenues par l'International Football Association Board (IFAB).

## Périodes de jeu
« Un match se compose de deux périodes de 45 minutes chacune. Il est possible de réduire cette durée en cas d’accord entre l’arbitre et les deux équipes participantes avant le coup d’envoi et conformément au règlement de la compétition. »

Compétitions masculines
- Loisirs : 2 ×  40 minutes
- Vétérans : 2 × 35 minutes
- Séniors : 2 × 45 minutes
- U19 : 2 × 45 minutes
- U17 : 2 × 45 minutes
- U15 : 2 × 40 minutes
- U13 : 2 × 30 minutes
- U11 : 3 × 15 minutes

Compétitions féminines
- Séniors : 2 × 45 minutes
- 16 ans : 2 × 40 minutes
- 13 ans : 2 × 30 minutes
- Benjamines : 2 × 30 minutes
- Poussines : 50 minutes en 2 ou plusieurs périodes (épreuves féminines ou poussines à 7)
- Débutantes : 40 minutes en 2 ou plusieurs périodes (rencontre inter-écoles de football à 5)

## Mi-temps
« Les joueurs ont droit à une pause entre les deux périodes ne dépassant pas 15 minutes ; une courte pause (qui, dans la mesure du possible, ne doit pas excéder une minute) est autorisée à la mi-temps de la prolongation. Le règlement de la compétition doit préciser la durée de la mi-temps qui ne peut être modifiée qu’avec l’autorisation de l’arbitre. »

## Récupération des arrêts de jeu

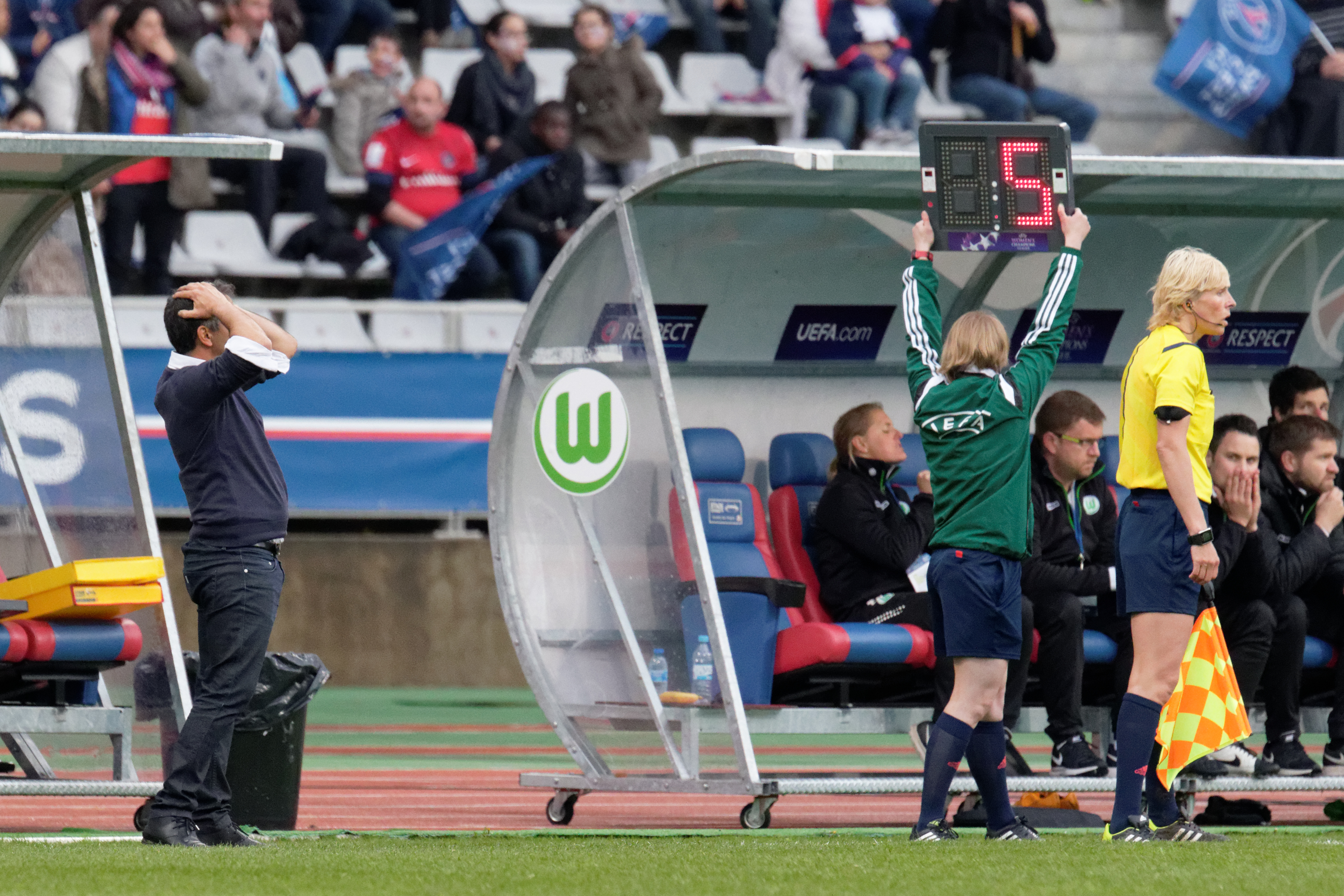
5 minutes de temps additionnel lors de PSG-Wolfsburg en 2015.

« L’arbitre peut prolonger chaque période pour compenser le temps de jeu perdu occasionné par :
- les remplacements ;
- l’évaluation de la blessure et/ou le transport de joueurs blessés hors du terrain ;
- les manœuvres visant à perdre du temps délibérément ;
- les sanctions disciplinaires ;
- les arrêts de jeu de nature médicale autorisés par le règlement de la compétition, comme par exemple les « pauses de récupération » (d’une minute maximum) et les « pauses de rafraîchissement » (90 secondes à 3 minutes) ;
- les vérifications et analyses effectuées dans le cadre de l’assistance vidéo à l’arbitrage ;
- les célébrations de but ;
- toute autre cause, y compris tout retard important dans la reprise du jeu (par exemple en cas d’interférence d’un agent extérieur).

Le quatrième arbitre doit indiquer le minimum de temps additionnel décidé par l’arbitre à la fin de la dernière minute de chaque période. L’arbitre peut augmenter le temps additionnel, mais pas le réduire.
L’arbitre ne peut pas compenser une erreur de chronométrage survenue en première période en modifiant la durée de la seconde période. »

## Penalty
« Si, en fin de période, un penalty doit être exécuté (ou retiré), la durée de cette période sera prolongée pour en permettre l’exécution. »

## Arrêt définitif du match
« Un match arrêté définitivement avant son terme doit être rejoué, sauf disposition contraire du règlement de la compétition ou décision des organisateurs. »

Un match commencé peut être définitivement arrêté en cas de circonstances particulières (intempéries, violences). Cette interruption est à la discrétion de l'arbitre. Par ailleurs, si les périodes pendant lesquelles un match est momentanément arrêté dépassent 45 minutes à partir de l'heure de début du match (y compris les périodes de mi-temps), l'arbitre a également l'obligation d'interrompre définitivement le match[réf. nécessaire]. 